# Ассельфинген
Ассельфинген (нем. Asselfingen) — община в Германии, в земле Баден-Вюртемберг.
Подчиняется административному округу Тюбинген. Входит в состав района Альб-Дунай.  Население составляет 1011 человек (на 31 декабря 2010 года). Занимает площадь 12,85 км².